# Fabián (papa)
Fabián (en latín: Fabianus; Roma, ca. 178-Roma, 20 de enero de 250) fue el 20.º papa de la Iglesia católica, ejerciendo entre los años 236 y 250.
La leyenda acerca de su elección fue elaborada por el historiador eclesiástico Eusebio de Cesarea quien en el tomo sexto de su obra Historia de la Iglesia relata cómo estando reunidos los electores para seleccionar al sucesor del papa Antero, una paloma se posó sobre Fabián, un granjero laico que se encontraba en Roma accidentalmente y como simple espectador. El pueblo tomó esto como una señal milagrosa de Dios que escogía a Fabián como su candidato e inmediatamente procedieron a ordenarlo sacerdote y obispo.
Debido al crecimiento de Roma dividió la ciudad en siete distritos poniendo a cargo de cada uno de ellos a un diácono para su gobierno y administración. Consagró a varios obispos, entre ellos a san Dionisio de París al que envió a misionar las Galias, y según la tradición, Fabián instituyó las cuatro órdenes menores. Estableció que todos los años el Jueves Santo fuese renovado el Santo Crisma y que se quemara el del año anterior. También reguló que el Santo Crisma debería prepararse con aceite mezclado con bálsamo.
Fabián murió mártir el 20 de enero de 250, bajo la persecución de Decio y fue enterrado en las Catacumbas de San Calixto. En el siglo xv sus huesos fueron donados a la ciudad de Cuneo en sustitución de los de San Sebastián, solicitados para la nueva iglesia dedicada a este santo. Hoy, los huesos del papa Fabián se encuentran en la capilla de las reliquias del museo diocesano de la diócesis de Cuneo, cerca de la iglesia de San Sebastián. Su cabeza se conserva en la capilla Albani de la Basílica de San Sebastián fuori le mura.
El culto de San Fabián ha estado siempre unido al de San Sebastián, ambos se celebran el 20 de enero, en la festividad de los Santos Mártires.
Es patrón de la aldea de Peñaullán perteneciente al concejo de Pravia en Asturias, patrón de San Fabián de Alico en Chile y copatrón de Valsinni, una localidad de Italia situada en la provincia de Matera.